# College (Alaska)
College ist ein Census-designated place (CDP) im Fairbanks North Star Borough in Alaska. 2020 betrug die Einwohnerzahl 11.332.

## Geographie
Nordwestlich angrenzend an das Stadtgebiet von Fairbanks ist College Sitz der University of Alaska Fairbanks. 

## Geschichte
Die Siedlung wurde 1930 als kleines Dorf mit rund 60 Einwohnern gegründet. 1980 wurde College ein census-designated place.